# Карасево (Глазовський район)
Кара́сево (рос. Карасево) — присілок в Глазовському районі Удмуртії, Росія.

## Населення
Населення — 58 осіб (2010; 67 в 2002).
Національний склад станом на 2002 рік:
- удмурти — 90 %

## Урбаноніми[3]
- вулиці — Кіровська
- провулки — Карасевський